# ステルコビリン
ステルコビリン (stercobilin) は、テトラピロール類の胆汁色素であり、ヘムの代謝生成物の最終段階の物質である。この物質は、人の大便の茶色のもとであり、1932年に大便から抽出された。ステルコビリン（及び関連したウロビリン）は、河川の糞便汚染の生物化学的マーカーとして活用することができる。

## 代謝
ステルコビリンは、赤血球中のヘモグロビンがヘムに分解されてできる代謝物である。マクロファージが老化した赤血球を分解し、さらに、ヘムがビリベルジンに分解され、ビリベルジンは速やかに遊離したビリルビンに還元される。血流中においてはビリルビンは血漿タンパク質（特にアルブミン）としっかり結びついて肝臓に運ばれる。ビリルビンは、１つか２つのグルクロン酸と結合し、グルクロン酸抱合を受けたビルビリンとなり、胆汁の一部として十二指腸に分泌される。
グルクロン酸抱合を受けた小腸内のビリルビンは、回腸終端部で微生物の酵素によりビリルビンに再変換される。このビリルビンは、腸内細菌により還元されて無色のウロビリノーゲンに変化する。大腸に残っているほとんどすべてのウロビリノーゲンは、ウロビリノーゲンの両端のピロール環が還元されてステルコビリノーゲンに変化し、ステルコビリノーゲンが酸化されて分子中央のメチレン基が二重結合化して共役し、人の大便の茶色のもとであるステルコビリンになる。そしてステルコビリンは、大便として排泄される。大便が空気中に晒されて茶色が濃くなる場合があるが、これは大便中のステルコビリノーゲンが空気中の酸素に酸化されて茶色のステルコビリンに変化するためであると推測される。

## 病気での役割

### 閉塞性黄疸
閉塞性黄疸においては、ビリルビンが小腸に到達せず、ステルコビリノーゲンが生成されない。その結果としてステルコビリンが全く生成されない。ステルコビリンやその他の色素の欠乏は、灰色の大便の原因となる。

### 茶色の胆石
2名の幼児の胆石症を調べたところ、茶色の胆石中に相当量のステルコビリンが認められた。この研究は、胆道の細菌感染にも同時に罹患して茶色の胆石が形成されることを示唆している。

## 病気の治療での役割
マクフィーらによる1996年の研究では、ステルコビリンやウロビリン、ビリベルジン、それらの化合物のジメチルエステル、キサントビリルビン酸その他の関連したピロール色素は、ミクロレベルで適切に移送されれば、新しい種類のHIV-1タンパク質分解酵素抑制剤として機能する可能性がある。これらの色素は、有効性の認められたHIV-1タンパク質分解酵素抑制剤Merck L-700,417と構造が似ているために選択されたものである。これらの色素の薬理的有用性が検証される研究が望まれるところである。